# Lituites
Lituites är ett fossilt släkte av bläckfiskar som liknade de nutida pärlbåtarna.
Lituites skall börjar hoprullat i en normal plan spiral, som sedan fortsätter med en längre rak del, som innehåller boningskammaren. Lituides förekommer i mellan- och överordovicium i Sveriges berggrund.